# 薬屋探偵怪奇譚
薬屋探偵怪奇譚（くすりやたんていかいきだん）は、高里椎奈による小説。講談社ノベルスにて発売。
「薬屋探偵妖綺談」の続編で第2部にあたる。

## 概要
あれから7年が経った。かつて「深山木薬店」の店長であった少年と経営者であった男の姿はなく、かつての店は廃屋となっていた。
そしてある山の中に建つ一軒の店「深山木薬店改（ふかやまぎくすりてんあらため）」で、かつてあの店にいた1人の赤い髪の少年が今日も悩みを抱えた客に会っていた。少年の名はリベザル、若き少年店長が出会った客の依頼が大きな事件へとつながっていくのだった。

## 作品リスト
1. ソラチルサクハナ（2007年8月）
2. 天上の羊 砂糖菓子の迷児（2008年6月）
3. ダウスに堕ちた星と嘘（2009年10月）
4. 遠に呱々泣く八重の繭（2011年2月）
5. 童話を失くした明時に（2011年9月）
6. 来鳴く木菟 日知り月（2012年11月）
7. 星空を願った狼の（2015年7月）
8. 君にまどろむ風の花（2017年6月）

## 登場人物
リベザル
主人公。鴇来代（ときしろ）の山腹に店を構える「深山木薬店改」の店長。なお、前作の短編集『深山木薬店説話集』収録の短編によると、この建物は、友人である野狐の柚之介の知人だという妖しの持ち物だったらしい。ポーランド出身の妖怪で、原型は赤い毛玉を連想させる小猿に似た姿。普段は少し背の低い中学生くらいの身長の少年の姿をしており、赤い髪が特徴である。
店看板の字を「深山木薬店5X」と写し間違えるなど、日本語能力はほとんどといって良いほど進歩していないが、依頼があれば全うしようと努力はしている。あの2人がいなくなってからは自炊をしており、最近はご飯に合うおかずの研究に没頭している模様。

深山木 秋（ふかやまぎ あき）
前作の主人公で深山木薬店（旧）の元店長。7年経った後もほとんど外見は変化していない。登場時、この名を名乗るつもりはなかったようだが、かつてかかわりを持った悠竒の存在によって、「秋」と呼ばれることを受け入れた。「深山木 秋」としては32歳になるらしい。現在はリベザルに請われ、専属薬剤師となっている。
座木（くらき）
イギリス出身の妖怪。原型は全長30cmほどの黒い色の狐のような姿であり、今は秋の前ではこの姿でいるように言われている。人間の姿の時は20代後半の青年である。秋からは「ザギ」と呼ばれている。
悠竒 友紀（ゆうき ゆうき）
11月14日生まれ。身長177cm、体重65kg。
九（いちじく）警察署の刑事。8年前の事件で薬屋一同にかかわり（当時は23歳の巡査）、リベザル達を妖怪の類として認知している数少ない人間の1人である。
ある事件でリベザルと再会し、嬉しさのあまりに勝手にリベザルの店にやって来るほどのマイペースな人物。また、第1部では秋が名前で呼んだ人間の刑事の数少ない1人でもある。
來多川 公平（きたがわ こうへい）
1998年3月3日生まれ（前作の短編集『深山木薬店説話集』収録の年表より）。身長167cm、体重65kg。
九警察署の刑事で警視正。悠竒の上司であり、第1部でも高遠の後輩の1人として登場している。語り始めると話がズレていく傾向のある自称「いずれ全刑事の上に立つ男」。
桐生（きりゅう）
「成田構造研究所」の社員。以前からスリをしており、それがきっかけである悩みを抱えて「深山木薬店改」に訪れる。その経緯で妖怪などの人外の存在を知る。同じ課に勤務する仲間からは「桐」と呼ばれる。
歌（うた）
「成田構造研究所」の社員。普段は周囲から「歌」というあだ名で呼ばれているが本名は椚良太（くぬぎ りょうた）。常に小さく雑多な妖しにまとわりつかれている。ふんわりぼんやりした印象の青年だが、他者には滅多に本心を見せない。
10年前、「深山木薬店」に「妖怪に人を食べさせたい」という依頼をしようとしたことがきっかけでリベザルにとって初めての人間の友達となるが、その後の事件の後遺症で事件とリベザルの記憶を失った。しかし、ある事件でリベザルと再会したのがきっかけですべての記憶を取り戻した。なお、10年前とほとんど変わらないリベザルを見て彼らが人間でないことも納得しているようである。

桜庭 零一（さくらば れいいち）
フィンランド出身の悪魔。秋からは友達として認識されているが、当の彼自身は「一生会いたくない奴」と評している。秋からは「ゼロイチ」と呼ばれている。
ジア・剴（ジア・カイ）
中国出身の妖怪で花屋「花花」の店主。リベザルによる「深山木薬店」移転の際、情報源その他としての協力を要請するため、薬の材料の専売契約を結んでいる。
灯視（ほし）
リベザルとある契約をしている妖怪で、全身が毛に覆われている。本人はリベザルに助力する気はらしいが、ことあるごとにリベザルの言葉に勝手に反応し、結果的に助けたりもしている。壁や物をすり抜けてしまう。
斑女（まだらめ）
灯視と同じくリベザルとある契約をしている妖怪で、仮面をつけ、襟元を崩した浴衣姿をしている。

## その他
薬屋探偵妖綺談シリーズの第2部にあたるが、いきなり第0巻である「ソラチルサクハナ」で前作の残された謎が解明されるなど、大きく展開を見せている。また、悠竒友紀や歌（椚良太）などの第1部に登場した人物も大きくなって登場してきている。